# Oxalis lanata
Oxalis lanata är en harsyreväxtart som beskrevs av Carl von Linné d.y.. Oxalis lanata ingår i släktet oxalisar, och familjen harsyreväxter. Inga underarter finns listade i Catalogue of Life.